# میپل‌تون (مینه‌سوتا)
میپل‌تون، مینه‌سوتا (به انگلیسی: Mapleton, Minnesota) یک شهر در ایالات متحده آمریکا است که در شهرستان بلو ارث، مینه‌سوتا واقع شده‌است.

## خصوصیات
میپل‌تون ۳٫۷۸ کیلومترمربع مساحت و ۱٬۷۵۶ نفر جمعیت دارد و ۳۱۶ متر بالاتر از سطح دریا واقع شده‌است.